# Mount Ahab
Mount Ahab ist ein 925 m hoher und markanter Berg an der Oskar-II.-Küste des Grahamlands auf der Antarktischen Halbinsel. Er ragt zwischen den unteren Abschnitten des Mapple- und des Melville-Gletschers auf.
Geodätisch vermessen wurde er 1947 und erneut 1955 vom Falkland Islands Dependencies Survey. Das UK Antarctic Place-Names Committee benannte ihn nach Kapitän Ahab aus Herman Melvilles 1851 veröffentlichtem Roman Moby-Dick.